# مسرح أردني
عرف المسرح في الأردن في بداياته في مطلع القرن العشرين من خلال بعض المسرحيات التاريخية والدينية والاجتماعية وعدد من المسرحيات المترجمة بالإضافة إلى بعض المحاولات في التأليف المحلي التي قام بها بعض الهواة في الأردن. وفي مرحلته الثانية برز في الساحة الفنية اسم الأستاذ هاني صنوبر الذي تخرج من «كودمان ثيتر» في الولايات المتحدة الأمريكية سنة 1957. حيث قدم إلى عمان وأخذ يعمل على استقطاب هواة الفن المسرحي من الإذاعة الأردنية (قسم الدراما) والجامعة الأردنية وبعض الهواة، حيث أسس منهم آنذاك أسرة المسرح الأردني. وفي مرحلته الثالثة حيث شهد عقد السبعينيات تخرج أعداد من المخرجين الأكاديميين من الجامعات والمعاهد والأكاديميات العربية والعالمية، قدم هؤلاء مسرحيات من روائع المسرح العربي وبعض التجارب المسرحية المحلية.
المرحلة الرابعة (عقد الثمانينات) شهد عقد الثمانينات تزايداً في عدد الخريجين من الأكاديميات والجامعات والمعاهد الفنية العربية والعالمية بالإضافة على إنشاء كلية الفنون في جامعة اليرموك ومركز التدريب المسرحي التابع لوزارة الثقافة، فأخذ عدد من المخرجين القدامى والجدد يقدمون تجاربهم المسرحية الجديدة متمردين على التأليف والشكل الفني «التقليدي»، أما المرحلة الخامسة (التسعينات) شهدت ازدهاراً وانتشاراً واسعاً للمسرح الأردني بعد حرب الخليج نتيجة لقلة الطلب على الأعمال الأردنية التلفزيونية عربياً، مما دفع الفنانين باتجاه المسرح حيث انتشرت الفرق المسرحية وقدمت الكثير من المسرحيات التي ساعدت في إنتاجها وزارة الثقافة، والتي نظّمت المهرجانات الثقافية عامة والمسرحية خاصة فأقامت مهرجان المسرح الأردني، وكذلك مهرجان جرش للثقافة والفنون الذي يقام سنوياً منذ عام 1980 وحتى الآن. أما السينما فلم تحظ في الأردن بالازدهار الذي حظي به المسرح. ولكن بعض المحاولات كانت ناجحة مع ضيق الموارد، وقلة الأجهزة والخبرات السينمائية، وندرة المؤسسات المتخصصة. وقد ظهرت أفلام إخبارية ووثائقية منذ عام 1948.